# Postwick
Postwick är en by i civil parish Postwick with Witton, i distriktet Broadland, i grevskapet Norfolk i England. Byn är belägen 7 km från Norwich. Civil parish hade 363 invånare år 1931. Byn nämndes i Domedagsboken (Domesday Book) år 1086, och kallades då Possuic.